# Hudovo
Hudovo je naseljeno mjesto u Republici Hrvatskoj u Zagrebačkoj županiji. 

## Zemljopis
Administrativno je u sastavu općine Rakovec. Naselje se proteže na površini od 2,04 km².

## Stanovništvo
Prema popisu stanovništva iz 2001. godine u naselju Hudovo živi 90 stanovnika i to u 28 kućanstava. Gustoća naseljenosti iznosi 44,12 st./km².
| broj stanovnika | 78    | 87    | 78    | 147   | 113   | 138   | 126   | 136   | 127   | 102   | 104   | 108   | 96    | 80    | 90    | 90    | 74    |
|                 | 1857. | 1869. | 1880. | 1890. | 1900. | 1910. | 1921. | 1931. | 1948. | 1953. | 1961. | 1971. | 1981. | 1991. | 2001. | 2011. | 2021. |